# Eleccions generals de Bangladesh de 2014
Les eleccions generals de Bangladesh de 2014 tingueren lloc el 5 de gener de 2014 d'acord amb l'exigència constitucional. Les eleccions, tanmateix, tingueren força controvèrsia, amb gairebé tots els partits d'oposició sense participar en els comicis en un intent de boicotejar el procés. Hi hagué fins i tot aldarulls i violència que acabaren amb alguns morts durant el procés i àdhuc amb la crema d'algunes urnes de votació.

## Sistema de govern

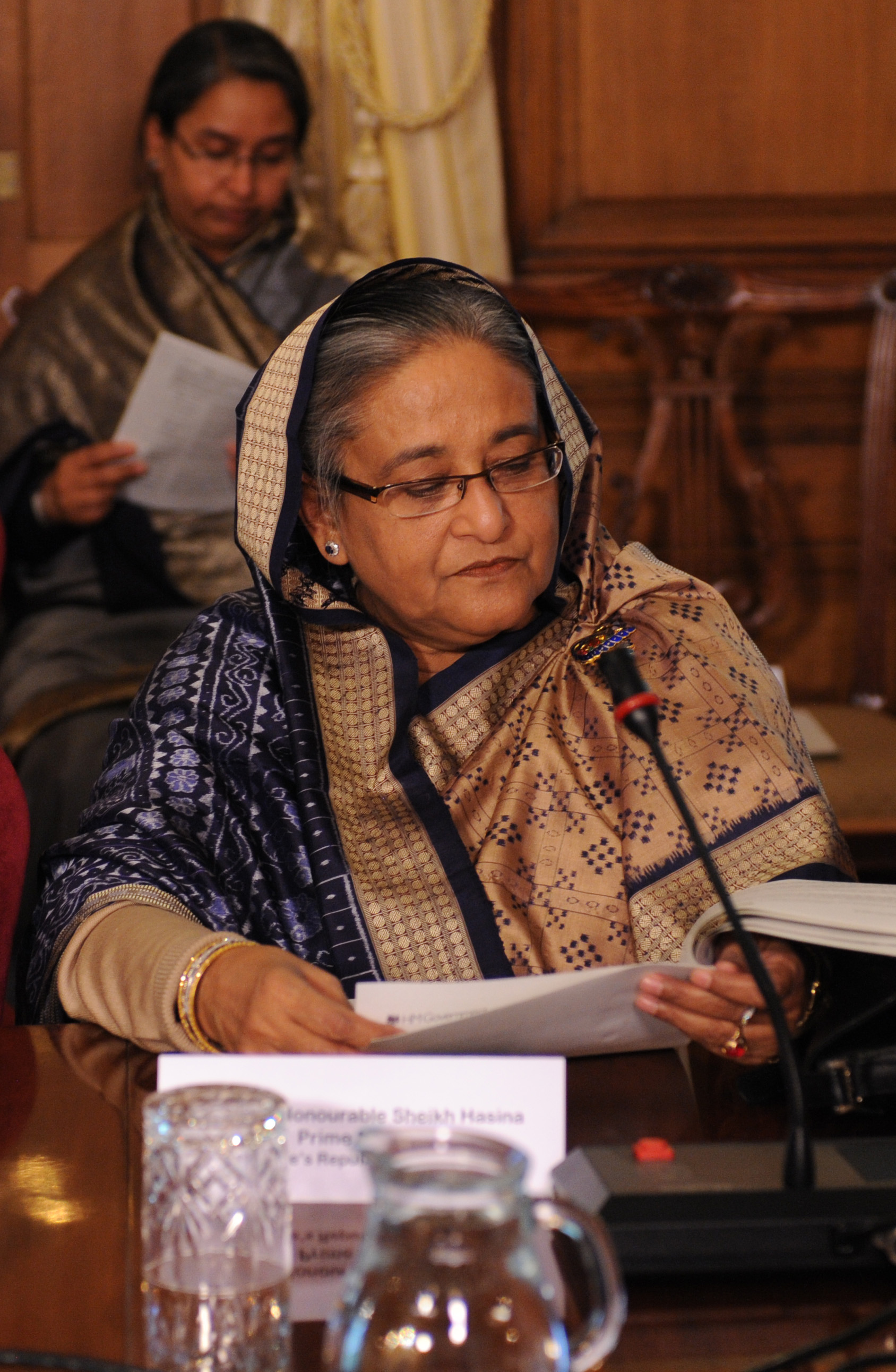
Sheikh Hasina, Primer ministre de Bangladesh electa pel Parlament el 2014.

Bangladesh és una república parlamentària. Les eleccions per al parlament unicameral (conegut com a Jatiyo Sangshad) en què tots els ciutadans de més de divuit anys poden votar, se celebren cada cinc anys. L'edifici del parlament és conegut com a Jatiyo Sangshad Bhaban, té 345 membres incloent 45 càrrecs reservats per a dones, escollides en districtes electorals.
El Primer ministre, com a cap de govern, escull els membres del gabinet i s'encarrega dels afers quotidians de l'Estat. El president és el cap d'estat i el comandant en cap de l'exèrcit bengalí, a més que és escollit pel parlament, mentre que el primer ministre és el líder o cap del partit majoritari del parlament.

## Antecedents
Al llarg del 2013 el Partit Nacionalista de Bangladesh, encapçalat per Jaleda Zia, i els 18 partits d'oposició, cridaren a 85 dies de vaga i bloqueigs que causaren una aturada general. Exigiren que el partit governant, la Lliga Awami de Bangladesh, encapçalat per Sheik Hasina, lliurés el poder i dissolgués el Parlament per convocar noves eleccions, però el govern decidí continuar amb el procés en curs d'escollir l'Assemblea Nacional el gener de 2014.
Després de diversos mesos de protesta, vagues i bloqueigs, l'aliança opositora anuncià oficialment un boicot a les eleccions anunciant que no participessin en els comicis. Hossain Mohammad Ershad, líder del Partit Jatiya, també anuncià que se sumaria a aquell boicot. El 4 de desembre de 2013 amenaçà de suïcidar-se, per la qual cosa fou derivat a un hospital militar i fou reemplaçat en la seva col·lectivitat per Rowshan Ershad, qui assumí el lideratge i portà el partit a les eleccions amb l'objectiu de guanyar terreny al BNP.

### Violència i protestes
Després del confinament de Hossain Mohammad Ershad arribà el 29 de desembre de 2013 amb l'arrest domiciliari per a la líder opositora, Jaleda Zia, a la seva residència de Gulshan. L'exèrcit de Bangladesh es desplegà per tot el país a petició de la Comissió Electoral Independent per mantenir la llei i l'ordre durat el procés d'eleccions.
El 13 de desembre, el líder del Partit Jamaat-e-Islami, Abdul Quader Mullah, es convertí en la primera persona executada per crims de guerra respecte d'aquest procés de violència. Dos activistes del partit governant foren assassinats a ganivetades a Kalaroa, mentre que els activistes del Jamaat-e-Islami incendiaren una estació de tren i bloquejaren carreteres.
A finals de desembre el BNP cridà a una nova marxa per la democràcia a Daca, desafiant la prohibició policial. La líder detinguda, Jaleda Zia, expressà que el "govern és autoritari i il·legal i ha de dimitir immediatament."
El 30 de desembre l'aliança opositora anuncià un bloqueig ininterromput de les carreteres, ferrocarrils i vies fluvials a tot el país amb l'objectiu de resistir les eleccions programades. La decisió es produí després de la prohibició de celebrar manifestacions nacionals el dia anterior. La vaga general es realitzà de totes maneres els dies 4, 5 i 6 de gener, durant el desenvolupament de les eleccions.

## Resultats electorals
La Lliga Awami s'assegurà la victòria en no trobar-se competència amb candidats de l'oposició. Només 48 dels 92 milions d'electors habilitats emeteren llurs sufragis davant el clima imperant de violència i davant la crema d'algunes urnes i locals de votació, que hagueren de tancar-se, cosa que impedí que tots aquells que volguessin votar ho poguessin fer. Hi hagué tres escons que es perderen, que es completaran quan es puguin efectuar les eleccions d'aquelles meses cremades que representaven circumscripcions electorals senceres. Només s'escolliren 296 parlamentaris.
| Lliga Awami (AWAMI)                          | Sheikh Hasina   | 36 173 883 | 77,0 | 233 |
| Partit Jatiya (Ershad) (JP-E)                | Rowshan Ershad  | 5 167 698  | 11,0 | 34  |
| Partit dels Treballadors de Bangladesh (BTP) | Anisur Mallik   | 939 581    | 2,0  | 6   |
| Jatiyo Samajtantrik Dal (JSD)                | Hasanul Haq Inu | 798 644    | 1,7  | 5   |
| Partit Nacionalista de Bangladesh (BNF)      | Ziaur Rahman    | 140 937    | 0,3  | 1   |
| Partit Jatiya (JP-M)                         | Abdur Rahim     | 140 933    | 0,3  | 1   |
| Federació Tarikat de Bangladesh (BTF)        | Fazlul Karim    | 140 891    | 0,3  | 1   |
| Independents (IND)                           |                 | 2 208 016  | 4,7  | 14  |
| Vacants                                      |                 | 1 409 372  | 3,0  | 4   |
| Total vàlids:                                |                 | 45 710 583 | 97   | 296 |
| Nuls i en blanc:                             |                 | 1 551 585  |      |     |
| Total:                                       |                 | 47 262 168 |      |     |
| Registrats:                                  |                 | 92 007 113 |      |     |
| Font:                                        |                 |            |      |     |